# Jacob Grimmer
Jacob Grimmer o Jacob Grimaer fue un pintor renacentista de paisajes, temas religiosos y género, artista nacido en Amberes, alrededor del año 1525 y fallecido en 1590.
Considerado uno de los mejores paisajistas de su época, cuya reputación se extendía mucho más allá de las fronteras de Flandes, Jacob Grimmer, después de un largo período olvidado, ha encontrado su lugar en la historia de la arte. Grimmer, que comenzó como estudiante de G. Bauwens en 1539, habría tenido también a Mathias Cock y Carel van den Queckborne como maestros. El pintor se convirtió en maestro del gremio de San Lucas de Amberes en 1547. Tal vez realizó un viaje a Italia.

## Obra

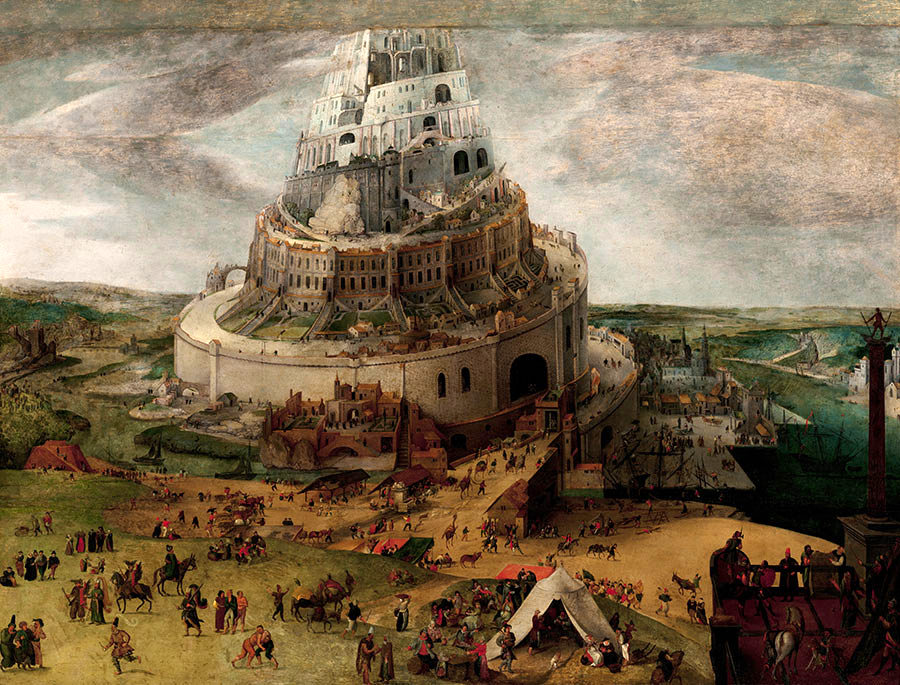
La construcción de la torre de Babel, de Grimmer.

Su obra es abundante, con casi doscientos cincuenta pinturas y dibujos identificados, sesenta con su firma. Su papel pionero es evidente: rompió con la tradición de Joachim Patinir. De hecho, es uno de los primeros en considerar el paisaje en sí mismo y no como mera decoración. También es innovador en la simplificación de su composición y los colores. Junto a su hijo Abel recreó paisajes de Brueghel.
Los grabadores Adriaen Collaert y Philippe Galle hicieron grabados de sus obras.

## Fuente
- Datos: Q1828172
- Multimedia: Jacob Grimmer / Q1828172